# Musée du Fumeur
Le Musée du fumeur est un musée privé parisien, fondé en 2001 par Michka Seeliger-Chatelain et Tigrane Hadengue dans le but « d'informer sur l'acte de fumer et sur les plantes fumées ».
Il présente une collection d'objets en lien avec le tabac : pipes en terre, pipes à opium, pipes à eau (narguilés), calumets, cigares, ainsi que des tabatières, des échantillons de tabac, des gravures, des photos, des vidéos, des dessins botaniques des plantes de tabac, etc.